# Luč (časopis)
Luč je bila revija za misao i život hrvatskog katoličkog đaštva. 
U početku je izlazila u Beču. Ondje su ju uređivali članovi HKAD Hrvatska. Tiskala se je na Krku, u tiskari biskupa Antuna Mahnića. Poslije se tiskala u Zagrebu.

## Ime
Ime ovog lista se je izabralo jer luč simbolizira svjetlo koje će "nepokvarenoj jošte mladeži" pomoći rasvijetliti put do istine. U ono su vrijeme smatrali da "80% mladeži tumara u tminama nihilizma kojima se sve misli usredotočuju kako da se što više uživa", zbog čega je potrebna luč koja će unijeti svjetlo u "kaos pobrkanih pojmova i praznih srdaca". Stoga se zazvalo neka novi list Luč "svijetli onom svjetlošću koju je Krist-Bog na svijet donio i pali nam srce kršćanskom ljubavlju, da pridonesemo sami sebe i sve sile naše u korist i napredak naše mile domovine Hrvatske!".

## Povijest
Prvi je broj izašao listopada 1905. godine. Najveću zaslugu za to je imao student Ljubomir Maraković. Nakon što se učlanio u HKAD, postao je koji je bio prvi urednik ovog lista.
Namjena ovog lista je bila da se katolička mladež organizira, uvježba za pisati publicistička djela i promicati kršćanske ideje u hrvatskom javnom mišljenju, sukladno vjerskoj, narodnoj i demokratskoj odrednici Hrvatskog katoličkog pokreta.
Članci u Luči su bili iz triju skupina. Jedni su članci o Hrvatskom katoličkom pokretu, drugi su literarni uredci srednjoškolske i studentske mladeži iz svih hrvatskih krajeva, a treća skupina bili su članci o djelovanju mladeži Katoličkog pokreta u domovini i inozemstvu. 
List su izdavali Hrvatsko katoličko akademsko društvo "Hrvatska" od 1905. do 1911., zatim Hrvatska katolička akademska društva "Hrvatska", "Domagoj" "Preporod" te od 1917. Jugoslavenska katolička đačka liga.
List je trajao sve dok je trajao Hrvatski katolički pokret. Zadnji broj izašao je kao dvobroj za lipanj i srpanj 1942. godine.

## Urednici
List su uređivali Ljubomir Maraković, Ivan Butković, Josip Kreinz, Ivan Krstitelj Lovriček, Đuka Kuntarić, Josip Sironić, Josip Stipančić, Stanko Deželić, Josip Andrić, P. Grubišić-Mostarac, Đuka Jakopčić, Marko Soljačić, Mijo Maričić, Vice Barić, Stjepan Hrastovec i Luka Brajnović.

## Poznati suradnici
Za Luč su pisali bosanski franjevac i književnik Narcis Jenko kao i Đuro Sudeta, pjesnik rođen u Staroj Ploščici, Cvite Škarpa, Božena Kralj, Marijana Kralj, Ivan Degrel i drugi.

## Vanjske poveznice
- ur. Božidar Nagy: Hrvatski katolički pokret (9). Bog, narod i socijalna pravda. Katoličko đačko društvo Domagoj, ivanmerz.hr